# Ирбинский сельсовет (Красноярский край)
Ирбинский сельсовет — сельское поселение в Кежемском районе Красноярского края.
Административный центр — село Ирба.
В 1989 году из Ирбинского сельсовета выделен Имбинский сельсовет.

## Население
| 2010 | 2012 | 2013 | 2014 | 2015 | 2016 | 2017 |
| ---- | ---- | ---- | ---- | ---- | ---- | ---- |
| 294  | ↘275 | ↘260 | ↘256 | ↘238 | ↘232 | ↘214 |

## Состав сельского поселения
В состав сельского поселения входят 2 населённых пункта:
| № | Населённый пункт | Тип населённого пункта       | Население |
| - | ---------------- | ---------------------------- | --------- |
| 1 | Бидея            | деревня                      | ↘14       |
| 2 | Ирба             | село, административный центр | ↘280      |

## Местное самоуправление
Ирбинский сельский Совет депутатов
Дата избрания: 14.03.2010. Срок полномочий: 4 года. Количество депутатов:  7
Глава муниципального образования
- Ярославцева А.В. . Дата избрания:  07.02.2016 Срок полномочий: 4 года